# Giftig (sång)
Giftig är en singel/låt från 2007 med Mange Schmidt och Petter. Den var en av de stora sommarhitlåtarna i Sverige under 2007.
Det finns två olika versioner av den här låten.